# Cité Lehbusch
Cité Lehbusch (lb. Cité Léibësch) – mała miejscowość (lieu-dit) we wschodnim Luksemburgu, w kantonie Grevenmacher, w gminie Wormeldange. Do 3 października 2015 miejscowość leżała w dystrykcie Grevenmacher. 